# Ulla Ryum
Ulla Ryum, född den 4 maj 1937, död den 30 maj 2022, var en dansk författare, lärare vid Statens teaterskole från 1975, regissör vid radioteatern och Det Kongelige Teaters intimscen.
Ryum väckte först uppmärksamhet med sina drömaktigt fabulerande romaner Spejl (1962), Natsangersken (1963), Latterfuglen (1965) och Jakelnatten (1967). De kretsar kring en katolsk grundsyn om självets isolering och resignation till den sista upplösningen. Hennes skådespel, bland andra Myterne (1973), Circus ½ (1975), Krigen, Natten (två skådespel, 1975), Marie Grubbe (1985) och Nattevagt (1996) har också väckt stor uppmärksamhet. Parallellt med sitt dramatiska författarskap gav hon ut romanerna Jeg er den I tror (1986), Skjulte beretninger (1994) och Mod begyndelsen (1999), som tre delar i en triptyk som belyser samtiden mellan det förflutna och framtiden.
Förutom romaner och skådespel skrev Ryum dikter, hörspel, tv-dramatik, baletter och skådespel för barn. Hon fick ta emot flera priser, bland annat Tagea Brandts rejselegat for kvinder 1981.